# Chevières
 Chevières  es una población y comuna francesa, en la región de Champaña-Ardenas, departamento de Ardenas, en el distrito de Vouziers y cantón de Grandpré.
Está integrada en la Communauté de communes de l'Argonne Ardennaise.
Entre 1828 y 1871 estuvo unida a Marcq.

## Demografía
| 126 | 155 | 173 | 143 | ... | ... | ... | ... | ... | ... | ... | 225 | 234 | 190 | 181 | 171 | 177 | 177 | 154 | 140 | 121 | 104 | 101 | 109 | 96 | 77 | 59 | 62 | 60 | 58 | 51 | 44 | 51 |
| Para los censos de 1962 a 1999 la población legal corresponde a la población sin duplicidades (Fuente: INSEE [Consultar]) |     |     |     |     |     |     |     |     |     |     |     |     |     |     |     |     |     |     |     |     |     |     |     |    |    |    |    |    |    |    |    |    |